# Sydney Stern
Pour les articles homonymes, voir Stern.
Pour les autres membres de la famille, voir Famille Stern.
Sydney James Stern (1845, Londres - 10 février 1912), vicomte Stern, 1er baron Wandsworth, est un banquier et homme politique britannique.

## Biographie
Fils de David de Stern, il suit ses études à Magdalene College (Cambridge) et est admis à Inner Temple en 1874. Il débute dans la banque familiale Stern Brothers.
Il est élu à la Chambre des communes en 1891.
Le 19 juillet 1895, Stern est créé Baron Wandsworth et admis à siéger à la Chambre des lords (il avait déjà succédé à son père dans le titre portugais de vicomte Stern).
Il est Justice of the Peace for Surrey et Londres, ainsi que honorary colonel dans l'East Surrey Regiment (en).
Il a créé le Lord Wandsworth College (en).

## Sources
- (en) Cet article est partiellement ou en totalité issu de l’article de Wikipédia en anglais intitulé « Sydney Stern, 1st Baron Wandsworth » (voir la liste des auteurs).